# Kombattant

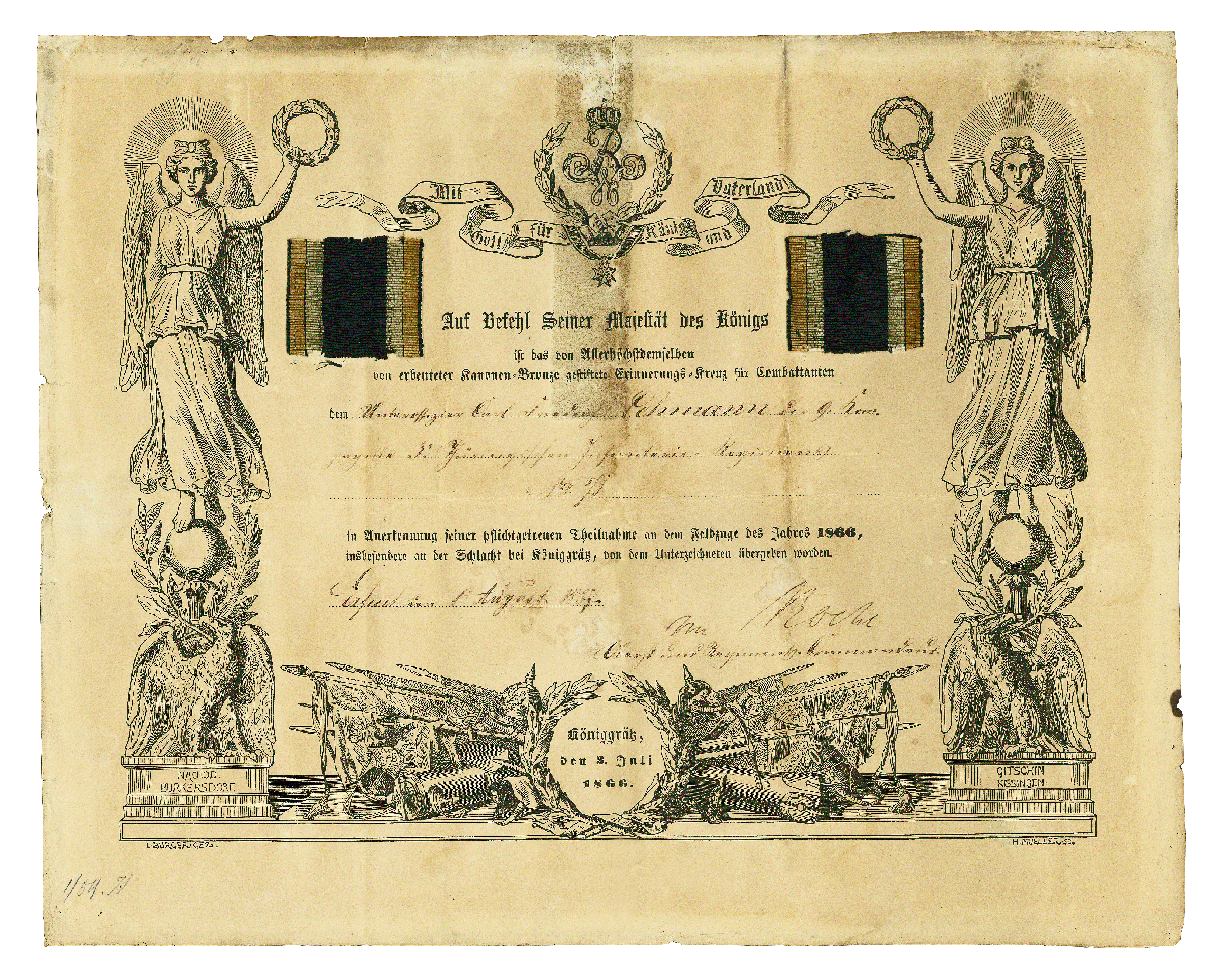
Erinnerungskreuz für Kombattanten, Schlacht bei Königgrätz (1866)

Als Kombattanten werden im Kriegsvölkerrecht die Angehörigen der Streitkräfte einer am Konflikt beteiligten Partei bezeichnet. Sie sind nach Art. 43 Nr. 2 des 1. Zusatzprotokolls zur Genfer Konvention von 1949 berechtigt, unmittelbar an Feindseligkeiten teilzunehmen (Kombattantenprivileg).
Die Frage, ob die Feindseligkeit selbst als Ausnahme von dem völkerrechtlichen Gewaltverbot gerechtfertigt ist oder ein Verbrechen der Aggression darstellt, beurteilt sich nach der Charta der Vereinten Nationen und dem Römischen Statut des Internationalen Strafgerichtshofs. Sie berührt den Kombattantenstatus jedoch nicht, der die Rechtmäßigkeit der Feindseligkeiten nicht voraussetzt.
Die Teilnahme an Feindseligkeiten erlaubt die gezielte Bekämpfung und Tötung der gegnerischen Kombattanten, verpflichtet aber auch zur Einhaltung der Genfer Konventionen, insbesondere des Abkommens betreffend die Gesetze und Gebräuche des Landkriegs von 1907. Solange Kombattanten diese Verhaltensmaßregeln einhalten, handeln sie rechtmäßig und können für Schädigungshandlungen wie die Zerstörung militärischer Ziele und die Tötung gegnerischer Kombattanten strafrechtlich nicht belangt werden (Kombattantenimmunität). Etwas anderes gilt bei völkerrechtlich unzulässigen Handlungen, etwa Angriffen auf Nichtkombattanten wie die Zivilbevölkerung und zivile Objekte, die Kriegsverbrechen im Sinne des Völkerstrafrechts darstellen.
Gerät ein Kombattant in die Gewalt einer gegnerischen Partei, so ist er Kriegsgefangener und unterliegt dem Schutz des Genfer Abkommens vom 12. August 1949 über die Behandlung der Kriegsgefangenen.
Kombattanten verlieren ihren geschützten Status, wenn sie nicht unterscheidbar von Zivilpersonen kämpfen, ihre Waffen nicht offen tragen oder die Uniform ihres Kriegsgegners tragen. In diesem Fall steht ihnen lediglich theoretisch der humanitäre Schutz der unverbindlichen Allgemeinen Erklärung der Menschenrechte zu, unter anderem ein faires Gerichtsverfahren und menschenwürdige Behandlung.
Ungesetzliche Kombattanten (unprivileged combatants) genießen nicht die Privilegien des Kriegsvölkerrechts, da sie ohne Kombattantenstatus an Feindseligkeiten teilnehmen.

## Gruppierung der Kombattanten

### Angehörige der regulären Streitkräfte
Kombattanten sind nach Genfer Recht in erster Linie die Angehörigen der regulären Streitkräfte. Die Haager Landkriegsordnung hingegen unterscheidet zwischen Angehörigen mit und ohne Kampfauftrag und erklärt nur erstere zu Kombattanten, letztere zu Nichtkombattanten, wobei die entsprechende Zurechnung der jeweiligen Konfliktpartei obliegt. In Deutschland sind Militärjustiz und Bundeswehrverwaltung zivile Einrichtungen der Bundeswehr ohne Kampfauftrag. Somit gelten diese zunächst als Nichtkombattanten. Ebenfalls Nichtkombattanten-Soldaten sind in Deutschland die Sanitäter und allgemein die hors de combat gesetzten ehemaligen Kämpfer. Wo Militärgeistliche der Truppe angehören, sind sie regelmäßig ebenfalls Nichtkombattanten; in Deutschland sind sie (trotz gelegentlich getragenem Feldanzug mit Seelsorge- statt Dienstgradabzeichen) ohnehin Teil der Verwaltung.
Vertraglich verankert ist die Verpflichtung der Konfliktparteien, ihre Kombattanten äußerlich von der Zivilbevölkerung zu unterscheiden, Art. 44 Abs. 3 ZP I. Für die regulären Streitkräfte bedeutet dies das Tragen der Uniform ihrer Konfliktpartei, Art. 44 Abs. 7 ZP I. Wie die anderen, nichtuniformierten Kombattanten dem Unterscheidungsgebot nachkommen, bleibt der jeweiligen Konfliktpartei überlassen.
Im Zweiten Weltkrieg, also vor der Vereinbarung der Genfer Konventionen von 1949, wurden z. B. die Angehörigen des deutschen Volkssturmes mit Armbinden als Kombattanten gekennzeichnet.

### Milizen, Freiwilligenkorps und die Polizei
Bewaffnete Verbände und paramilitärische Einheiten, die Gendarmerie (bzw. Polizei) in verschiedenen Ländern, aber auch sogenannte irreguläre Truppen zählen in der Regel zwar nicht zu den Kombattanten, können aber nach Artikel 43(3) ZP I der Genfer Konventionen in die Streitkräfte eingegliedert werden und erhalten damit den Kombattantenstatus. Im Konfliktfall muss dies einer gegnerischen Konfliktpartei mitgeteilt werden.
- In der Bundesrepublik Deutschland verfügten neben Soldaten der Bundeswehr bis 1994 nur die Angehörigen des Bundesgrenzschutzes über den Kombattantenstatus. Angehörige der Landespolizeien hatten und haben diesen Status nicht und dürfen sich nicht an Kriegshandlungen beteiligen. Der Einsatz ihrer Waffen auch zum Eigenschutz in Kriegshandlungen ist daher untersagt, da sie sonst ein Kriegsverbrechen begehen würden, sofern kein Strafausschließungsgrund gegeben ist. Dies macht den Einsatz von Polizeikräften in Spannungszeiten und in unerklärten Kriegen auch gegen bewaffnete Feindkräfte schwierig.

Verbände der uniformierten und bewaffneten Polizeikräfte, die dem jeweiligen nationalen Verteidigungsministerium unterstehen, fallen nicht unter diese Regelung, da sie reguläre Teile der Streitkräfte sind und somit in bewaffneten Konflikten und Kriegen auch ohne gesonderte Deklaration Kombattantenstatus haben
- in Italien – die Carabinieri und die Guardia di Finanza,
- in Frankreich – die Gendarmerie nationale,
- in den Niederlanden – die Koninklijke Marechaussee und
- in Spanien – die Guardia Civil.

### Levée en masse
Schon die Haager Landkriegsordnung (HLKO) gesteht der Bevölkerung eines nicht besetzten Gebietes den Kombattantenstatus zu, wenn sie gegen eine Invasion in der sogenannten Levée en masse zu den Waffen greift, ohne Zeit gehabt zu haben eine ordentliche Organisation einzurichten. Artikel 2 der HLKO verlangt in diesem Fall lediglich offenes Tragen der Waffen und das Beachten der Gesetze und Gebräuche des Krieges.
In den Genfer Konventionen wurde diese Bestimmung um Guerillakämpfer erweitert. Zivilpersonen, die während bewaffneter Auseinandersetzungen, eines Krieges oder eines nationalen Befreiungskampfes zu den Waffen greifen, gelten als Kombattanten, wenn sie ihre Waffen offen tragen, solange sie für den Gegner sichtbar sind. Sie benötigen auch keine Unterscheidung von der Zivilbevölkerung in Form von Kennzeichnung oder Uniform, um als Kombattant zu gelten. Sie verlieren den Kombattantenstatus nicht zwingend, machen sich aber unter Umständen strafbar. Ihr Status als Kombattanten ist unabhängig davon, ob sie selbstständig kämpfen oder ob sie eine Kriegspartei unterstützen.

## Internationale Abkommen
Rechte und Pflichten von Kombattanten wurden zuletzt in den Genfer Konventionen von 1949 festgelegt, ergänzt durch zwei Zusatzprotokolle von 1977. Diese Protokolle sind für diejenigen Staaten bindend, die sie ratifiziert haben, enthalten aber auch wesentliche Bestimmungen, die als allgemein gültiges Gewohnheitsrecht qualifiziert sind. Das zweite Protokoll legt die humanitären Grundsätze auch im Bezug auf den Bürgerkrieg, also den internen Konflikt eines Staates, der mit Waffen ausgetragen wird, fest, für den „klassischen“ Kriegszustand zwischen Staaten gilt das erste Zusatzprotokoll. Damit gilt der Schutzbereich der vier Genfer Konventionen auch für Kombattanten und Zivilpersonen in „bewaffnete[n] Konflikte[n], in denen Völker gegen Kolonialherrschaft und fremde Besetzung sowie gegen rassistische Regimes in Ausübung ihres Rechtes auf Selbstbestimmung kämpfen“.

## Problematik des Kombattantenstatus in neuen Konfliktszenarien
Die gewandelte Sicherheitslage nach 1990 stellt neue Anforderungen an die Definition von Kombattanten. Viele Konflikte der heutigen Zeit haben keinen klar erkennbaren Beginn, schwelen oft über mehrere Jahre in unterschiedlichen Intensitäten und lassen sich in ihrem Verlauf nur schwer einschätzen. Fronten sind kaum zu definieren und zahlreiche Akteure mit undurchsichtigen Interessen profitieren von andauernden gewaltsamen Auseinandersetzungen. Irreguläre Kämpfer ignorieren das Humanitäre Völkerrecht, nutzen perfide Kriegsmittel und bewegen sich in dynamischen kleinen Gruppen ohne Uniform kaum erkennbar inmitten der Zivilbevölkerung. Auch westliche Staaten stehen auf Grund der zunehmenden Technisierung der Kriegsführung vor der Schwierigkeit einer trennscharfen Unterscheidung ihrer eigenen Kräfte. So haben zivile Drohnenpiloten, die unbemannte Luftfahrzeuge lenken, keinen Kombattantenstatus. Sie nehmen aber indirekt an Gefechtshandlungen teil und wirken im Falle insbesondere von Kampfdrohnen aktiv darauf ein, weshalb sie faktisch irreguläre Kombattanten sind, und damit keinen Kombattantenstatus haben.